# Detroit Lions 2008
La stagione 2008 dei Detroit Lions è stata la 79ª della franchigia nella National Football League e la terza con Rod Marinelli come capo-allenatore. La squadra disputò una delle peggiori stagioni nella storia della sport professionistico, perdendo tutte le 16 partite della stagione regolare e diventando la prima squadra dai Tampa Bay Buccaneers del 1976 a concludere un'annata senza vittorie o pareggi e la prima dall'espansione del calendario a 16 partite dal 1978. I Lions furono eliminati matematicamente dalla caccia ai playoff nella settimana 11, quando avevano un record di 0–10. La vittoria della squadra sui Kansas City Chiefs nel penultimo turno della stagione 2007 sarebbe rimasta l'ultima sino alla settimana 3 della stagione 2009. Dal momento in cui i Lions ottennero una vittoria sui Denver Broncos nel 2007 salendo a un record di 6–2, la squadra ebbe un bilancio parziale di 5–47 nelle successive 52 gare (incluse tutte quelle del 2008 e 2009), prima di vincere quattro gare consecutive alla fine della stagione 2010.
I Lions subirono 517 punti durante la stagione, solo 16 in meno del record negativo dei Baltimore Colts del 1981. I 32,21 punti subiti in media a partita dai Lions furono il terzo peggior risultato dagli anni sessanta, meglio solo dei Giants del 1966 (35,79) e dei summenzionati Colts (33,31). Il presidente e amministratore delegato della squadra Matt Millen, in carica dal 2001, fu licenziato il 24 settembre 2008. Marinelli fu licenziato a fine stagione come la maggior parte del suo staff.

## Scelte nel Draft 2008
| Scelte dei Lions nel Draft 2008                 |        |                 |       |                |       |
| Giro                                            | Scelta | Giocatore       | Ruolo | College        | Note  |
| 1                                               | 17     | Gosder Cherilus | OT    | Boston College | [ 5 ] |
| 2                                               | 45     | Jordon Dizon    | LB    | Colorado       |       |
| 3                                               | 64     | Kevin Smith     | RB    | UCF            |       |
| 3                                               | 87     | Andre Fluellen  | DT    | Florida State  |       |
| 3                                               | 92     | Cliff Avril *   | DE    | Purdue         |       |
| 5                                               | 136    | Kenneth Moore   | WR    | Wake Forest    |       |
| 5                                               | 146    | Jerome Felton * | FB    | Furman         |       |
| 7                                               | 216    | Landon Cohen    | DT    | Ohio           |       |
| 7                                               | 218    | Caleb Campbell  | S     | Army           |       |
| * Convocato per il Pro Bowl durante la carriera |        |                 |       |                |       |

## Roster
| Roster dei Detroit Lions nel 2008 |
| --- |
| Quarterback - 11 Daunte Culpepper - 12 Drew Henson - 6 Dan Orlovsky - 5 Drew Stanton Running Back - 36 Aveion Cason - 45 Jerome Felton FB - 32 Rudi Johnson - 44 Moran Norris FB - 34 Kevin Smith Wide Receiver - 19 Keary Colbert - 10 Chris Hannon - 80 Adam Jennings - 81 Calvin Johnson - 16 John Standeford - 17 Travis Taylor Tight End - 82 Casey FitzSimmons FB - 86 Michael Gaines - 83 John Owens Offensive Linemen - 76 Jeff Backus T - 77 Gosder Cherilus T - 74 Damion Cook G/T - 71 Junius Coston G - 72 George Foster T - 67 Andy McCollum C - 66 Stephen Peterman G - 51 Dominic Raiola C - 63 Manny Ramirez G Defensive Linemen - 97 Ikaika Alama-Francis DE - 92 Cliff Avril DE - 75 Shaun Cody DT - 98 Landon Cohen DT - 91 Chuck Darby DT - 96 Andre Fluellen DT - 79 Langston Moore DT - 93 Corey Smith DE - 99 Dewayne White DE Linebacker - 46 Darnell Bing OLB - 52 Anthony Cannon OLB - 53 Paris Lenon ILB - 55 Ryan Nece OLB - 50 Ernie Sims OLB Defensive Back - 28 Leigh Bodden CB - 27 Daniel Bullocks SS - 21 Travis Fisher CB - 35 LaMarcus Hicks SS - 24 Kalvin Pearson FS - 33 Chris Roberson CB - 38 Ramzee Robinson CB - 39 Stuart Schweigert FS - 30 Dexter Wynn CB Special Team - 4 Jason Hanson K - 2 Nick Harris P - 48 Don Muhlbach LS Lista delle riserve - 42 Gerald Alexander FS (IR) - 13 Reggie Ball WR (IR) - 40 Jon Bradley FB (IR) - 29 Brian Calhoun RB (IR) - 89 Dan Campbell TE (IR) - 95 Jared DeVries DE (IR) - 57 Jordon Dizon ILB (IR) - 74 Jon Dunn OT (IR) - 87 Mike Furrey WR (IR) - 8 Jon Kitna QB (IR) - 60 Shemiah LeGrande DT (IR) - 59 Alex Lewis OLB (IR) - 84 Shaun McDonald WR (IR) - 64 Edwin Mulitalo G (IR) - 78 Cory Redding DT (IR) - 26 Dwight Smith SS (IR) - 23 Keith Smith CB (IR) - 31 Stanley Wilson CB (IR) - 62 Ben Claxton C/G - 25 Dowayne Davis S - 39 Allen Ervin RB - 18 Eric Fowler WR - 54 Chris Graham ILB - 94 Rudolph Hardie DE - 85 Jake Nordin TE - 49 Jeff Shoate CB 53 attivi, 0 inattivi, 10 nella squadra di allenamento, 6 free agent |
| Legenda - I rookie sono in corsivo. - Il primo ruolo è il principale mentre gli eventuali successivi indicano i ruoli secondari. - (IR) sta per Injured Reserve ed indica la lista ristretta per un solo giocatore infortunato che può tornare ad allenarsi dopo la settimana 6 e a rientrare in prima squadra dopo che questa ha giocato 8 partite. - (NF-Inj.) / (NF-Ill.) stanno rispettivamente per Non-Football Injured e Non-Football Illness ed indicano le liste dove viene inserito un giocatore che ha un infortunio o una malattia non dipendente dal football americano. - (PUP) sta per Physically Unable to Perform ed indica la lista dove viene inserito un giocatore mentre è in attesa di recuperare la condizione fisica. Nella stagione regolare dopo la sesta partita giocata dalla propria squadra, il giocatore ha tempo tre settimane per riprendere ad allenarsi, più tre settimane aggiuntive dal suo rientro agli allenamenti per rientrare in prima squadra. |

## Calendario
| Turno | Data               | Ora                | Avversario             | Risultato          | Risultato          | Stadio                       | TV                 | NFL Recap                                               |
| Turno | Data               | Ora                | Avversario             | Punteggio          | Record             | Stadio                       | TV                 | NFL Recap                                               |
| ----- | ------------------ | ------------------ | ---------------------- | ------------------ | ------------------ | ---------------------------- | ------------------ | ------------------------------------------------------- |
| 1     | 7/9/2008           | 1:00 PM EDT        | at Atlanta Falcons     | S 21–34            | 0–1                | Georgia Dome                 | FOX                | Recap Archiviato il 3 agosto 2009 in Internet Archive.  |
| 2     | 14/9/2008          | 1:00 PM EDT        | Green Bay Packers      | S 25–48            | 0–2                | Ford Field                   | FOX                | Recap Archiviato il 4 agosto 2009 in Internet Archive.  |
| 3     | 21/9/2008          | 4:05 PM EDT        | at San Francisco 49ers | S 13–31            | 0–3                | Candlestick Park             | FOX                | Recap Archiviato il 28 giugno 2009 in Internet Archive. |
| 4     | Settimana di pausa | Settimana di pausa | Settimana di pausa     | Settimana di pausa | Settimana di pausa | Settimana di pausa           | Settimana di pausa | Settimana di pausa                                      |
| 5     | 5/10/2008          | 1:00 PM EDT        | Chicago Bears          | S 7–34             | 0–4                | Ford Field                   | FOX                | Recap Archiviato il 28 giugno 2009 in Internet Archive. |
| 6     | 12/10/2008         | 1:00 PM EDT        | at Minnesota Vikings   | S 10–12            | 0–5                | Hubert H. Humphrey Metrodome | FOX                | Recap Archiviato il 28 giugno 2009 in Internet Archive. |
| 7     | 19/10/2008         | 4:05 PM EDT        | at Houston Texans      | S 21–28            | 0–6                | Reliant Stadium              | FOX                | Recap Archiviato il 21 agosto 2009 in Internet Archive. |
| 8     | 26/10/2008         | 1:00 PM EDT        | Washington Redskins    | S 17–25            | 0–7                | Ford Field                   | FOX                | Recap Archiviato il 28 giugno 2009 in Internet Archive. |
| 9     | 2/11/2008          | 1:00 PM EST        | at Chicago Bears       | S 23–27            | 0–8                | Soldier Field                | FOX                | Recap Archiviato il 28 giugno 2009 in Internet Archive. |
| 10    | 9/11/2008          | 1:00 PM EST        | Jacksonville Jaguars   | S 14–38            | 0–9                | Ford Field                   | CBS                | Recap Archiviato il 28 giugno 2009 in Internet Archive. |
| 11    | 16/11/2008         | 1:00 PM EST        | at Carolina Panthers   | S 22–31            | 0–10               | Bank of America Stadium      | FOX                | Recap Archiviato il 17 agosto 2009 in Internet Archive. |
| 12    | 23/11/2008         | 1:00 PM EST        | Tampa Bay Buccaneers   | S 20–38            | 0–11               | Ford Field                   | FOX                | Recap Archiviato il 28 giugno 2009 in Internet Archive. |
| 13    | 27/11/2008         | 12:30 PM EST       | Tennessee Titans       | S 10–47            | 0–12               | Ford Field                   | CBS                | Recap Archiviato il 28 giugno 2009 in Internet Archive. |
| 14    | 7/12/2008          | 1:00 PM EST        | Minnesota Vikings      | S 16–20            | 0–13               | Ford Field                   | FOX                | Recap                                                   |
| 15    | 14/12/2008         | 1:00 PM EST        | at Indianapolis Colts  | S 21–31            | 0–14               | Lucas Oil Stadium            | FOX                | Recap                                                   |
| 16    | 21/12/2008         | 1:00 PM EST        | New Orleans Saints     | S 7–42             | 0–15               | Ford Field                   | FOX                | Recap                                                   |
| 17    | 28/12/2008         | 1:00 PM EST        | at Green Bay Packers   | S 21–31            | 0–16               | Lambeau Field                | FOX                | Recap                                                   |